# Gábor Boczkó
Gábor Boczkó (n. 1 aprilie 1977, Tapolca, Veszprém, Ungaria) este un scrimer maghiar specializat pe spadă. A fost laureat cu argint pe echipe la Jocurile Olimpice de vară din 2004. A fost campion mondial pe echipe la Campionatul Mondial de Scrimă din 2013 „acasă” la Budapesta și de trei ori vicecampion european (în 2010, 2012 și 2013).